# Estadio Lal Bahadur Shastri

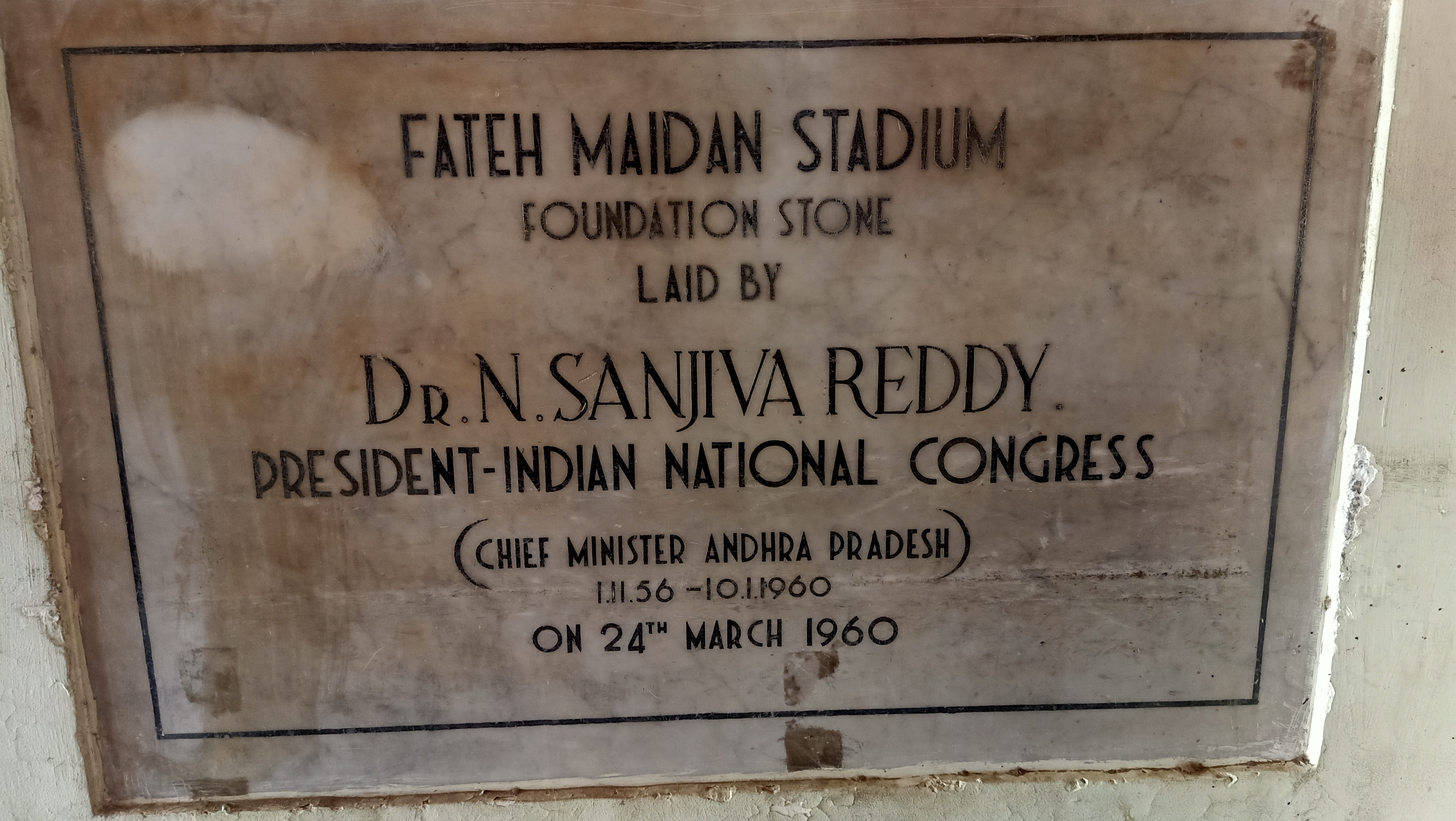
Placa de la fundación del entonces llamado Estadio Fateh Maidan.

El Estadio Lal Bahadur Shastri, anteriormente conocido como Estadio Fateh Maidan, es un estadio multiuso ubicado en Hyderabad, India utilizado principalmente para fútbol y críquet.

## Historia
Fue construido en 1950 y al principio fue utilizado para jugar Polo, pero con el tiempo la Asociación de Críquet local llevó los partidos de críquet al estadio para aprovechar su capacidad. El estadio cambia su nombre en 1967 en memoria de Lal Bahadur Shastri, quien fuera Primer Ministro de la India.
Fue utilizado para el críquet en dos ediciones de la Copa Mundial y fue hasta 2005 cuando trasladaron los partidos de críquet al Rajiv Gandhi International Cricket Stadium. Fue sede de la Copa Desafío de la AFC 2008.